# Supercopa de la UEFA 1995
La Supercopa de la UEFA 1995 fue la 20.a edición de la Supercopa de la UEFA, eliminatoria a doble partido de fútbol anual organizada por la UEFA, que enfrentó al Ajax de Ámsterdam neerlandés, campeón de la Liga de Campeones de la UEFA 1994-95, y al Real Zaragoza español, campeón de la Recopa de Europa de la UEFA 1994-95.
El campeón fue el Ajax de Ámsterdam, que derrotó al Real Zaragoza por 5:1 en el marcador global.

## Detalles

### Ida
| 1          | POR        | Juanmi               |     |
| 2          | DEF        | Alberto Belsué       |     |
| 3          | DEF        | Jesús Solana         |     |
| 4          | DEF        | Luis Carlos Cuartero |     |
| 5          | DEF        | Óscar Luis Celada    |     |
| 6          | MED        | Xavi Aguado          |     |
| 11         | MED        | Gustavo López        | 79' |
| 7          | MED        | Nayim                |     |
| 9          | DEL        | Fernando Morientes   |     |
| 10         | MED        | Francisco Higuera    |     |
| 8          | DEL        | Dani García          | 66' |
| Entrenador | Entrenador | Víctor Fernández     |     |

| 1          | POR        | Edwin van der Sar |     |
| 2          | DEF        | Michael Reiziger  |     |
| 3          | DEF        | Danny Blind       |     |
| 5          | DEF        | Frank de Boer     |     |
| 4          | DEF        | Winston Bogarde   |     |
| 11         | MED        | Arnold Scholten   |     |
| 7          | MED        | Finidi George     |     |
| 8          | MED        | Kiki Musampa      | 54' |
| 9          | DEL        | Patrick Kluivert  |     |
| 10         | DEL        | Jari Litmanen     | 63' |
| 6          | MED        | Ronald de Boer    |     |
| Entrenador | Entrenador | Louis van Gaal    |     |

| 15 | MED | Sergio Berti   | 79' |
| 16 | DEL | Miguel Pardeza | 79' |

| 15 | MED | Dave van den Bergh | 54' |
| 16 | DEL | Nordin Wooter      | 63' |

| Anotado | 28' | Xavi Aguado | 1-0 |

| Anotado | 70' | Patrick Kluivert | 1-1 |

| Amonestado | 40' | Nayim        |
| Amonestado | 87' | Jesús Solana |

| Amonestado | 38' | Ronald de Boer  |
| Amonestado | 80' | Nordin Wooter   |
| Amonestado | 81' | Arnold Scholten |

| Árbitro | Rémi Harrel |

| 1          | POR        | Juanmi               |     |
| 2          | DEF        | Alberto Belsué       |     |
| 3          | DEF        | Jesús Solana         |     |
| 4          | DEF        | Luis Carlos Cuartero |     |
| 5          | DEF        | Óscar Luis Celada    |     |
| 6          | MED        | Xavi Aguado          |     |
| 11         | MED        | Gustavo López        | 79' |
| 7          | MED        | Nayim                |     |
| 9          | DEL        | Fernando Morientes   |     |
| 10         | MED        | Francisco Higuera    |     |
| 8          | DEL        | Dani García          | 66' |
| Entrenador | Entrenador | Víctor Fernández     |     |

| 1          | POR        | Edwin van der Sar |     |
| 2          | DEF        | Michael Reiziger  |     |
| 3          | DEF        | Danny Blind       |     |
| 5          | DEF        | Frank de Boer     |     |
| 4          | DEF        | Winston Bogarde   |     |
| 11         | MED        | Arnold Scholten   |     |
| 7          | MED        | Finidi George     |     |
| 8          | MED        | Kiki Musampa      | 54' |
| 9          | DEL        | Patrick Kluivert  |     |
| 10         | DEL        | Jari Litmanen     | 63' |
| 6          | MED        | Ronald de Boer    |     |
| Entrenador | Entrenador | Louis van Gaal    |     |

| 15 | MED | Sergio Berti   | 79' |
| 16 | DEL | Miguel Pardeza | 79' |

| 15 | MED | Dave van den Bergh | 54' |
| 16 | DEL | Nordin Wooter      | 63' |

| Anotado | 28' | Xavi Aguado | 1-0 |

| Anotado | 70' | Patrick Kluivert | 1-1 |

| Amonestado | 40' | Nayim        |
| Amonestado | 87' | Jesús Solana |

| Amonestado | 38' | Ronald de Boer  |
| Amonestado | 80' | Nordin Wooter   |
| Amonestado | 81' | Arnold Scholten |

| Árbitro | Rémi Harrel |

### Vuelta
| 1          | POR        | Edwin van der Sar |     |
| 2          | DEF        | Michael Reiziger  |     |
| 6          | DEF        | Danny Blind       |     |
| 5          | DEF        | Frank de Boer     |     |
| 4          | DEF        | Winston Bogarde   |     |
| 11         | MED        | Arnold Scholten   | 79' |
| 7          | MED        | Finidi George     | 71' |
| 8          | MED        | Edgar Davids      |     |
| 9          | DEL        | Patrick Kluivert  | 71' |
| 10         | DEL        | Jari Litmanen     |     |
| 3          | MED        | Sonny Silooy      |     |
| Entrenador | Entrenador | Louis van Gaal    |     |

| 1          | POR        | Andoni Cedrún        |     |
| 2          | DEF        | Alberto Belsué       |     |
| 3          | DEF        | Jesús García Sanjuán |     |
| 4          | DEF        | Fernando Cáceres     |     |
| 5          | DEF        | Óscar Luis Celada    |     |
| 6          | MED        | Xavi Aguado          |     |
| 11         | MED        | Gustavo López        | 63' |
| 7          | MED        | Santi Aragón         |     |
| 9          | DEL        | Fernando Morientes   | 81' |
| 10         | MED        | Francisco Higuera    | 65' |
| 8          | DEL        | Dani García          |     |
| Entrenador | Entrenador | Víctor Fernández     |     |

| 13 | MED | Rob Gehring        | 71' |
| 15 | DEL | Andriy Demtchenko  | 71' |
| 16 | DEL | Dave van den Bergh | 79' |

| 15 | MED | José Aurelio Gay      | 63' |
| 13 | DEL | José Francisco Belman | 65' |
| 12 | DEL | Luis Carlos Cuartero  | 81' |

| Anotado | 43' | Winston Bogarde | 1-0 |
| Anotado | 54' | Finidi George   | 2-0 |
| Anotado | 65' | Danny Blind     | 3-0 |
| Anotado | 69' | Danny Blind     | 4-0 |

| Amonestado | 26' | Frank de Boer |

| Amonestado | 30' | Gustavo López     |
| Expulsado  | 64' | Andoni Cedrún     |
| Expulsado  | 68' | Óscar Luis Celada |

| Árbitro | Leslie Mottram |

| 1          | POR        | Edwin van der Sar |     |
| 2          | DEF        | Michael Reiziger  |     |
| 6          | DEF        | Danny Blind       |     |
| 5          | DEF        | Frank de Boer     |     |
| 4          | DEF        | Winston Bogarde   |     |
| 11         | MED        | Arnold Scholten   | 79' |
| 7          | MED        | Finidi George     | 71' |
| 8          | MED        | Edgar Davids      |     |
| 9          | DEL        | Patrick Kluivert  | 71' |
| 10         | DEL        | Jari Litmanen     |     |
| 3          | MED        | Sonny Silooy      |     |
| Entrenador | Entrenador | Louis van Gaal    |     |

| 1          | POR        | Andoni Cedrún        |     |
| 2          | DEF        | Alberto Belsué       |     |
| 3          | DEF        | Jesús García Sanjuán |     |
| 4          | DEF        | Fernando Cáceres     |     |
| 5          | DEF        | Óscar Luis Celada    |     |
| 6          | MED        | Xavi Aguado          |     |
| 11         | MED        | Gustavo López        | 63' |
| 7          | MED        | Santi Aragón         |     |
| 9          | DEL        | Fernando Morientes   | 81' |
| 10         | MED        | Francisco Higuera    | 65' |
| 8          | DEL        | Dani García          |     |
| Entrenador | Entrenador | Víctor Fernández     |     |

| 13 | MED | Rob Gehring        | 71' |
| 15 | DEL | Andriy Demtchenko  | 71' |
| 16 | DEL | Dave van den Bergh | 79' |

| 15 | MED | José Aurelio Gay      | 63' |
| 13 | DEL | José Francisco Belman | 65' |
| 12 | DEL | Luis Carlos Cuartero  | 81' |

| Anotado | 43' | Winston Bogarde | 1-0 |
| Anotado | 54' | Finidi George   | 2-0 |
| Anotado | 65' | Danny Blind     | 3-0 |
| Anotado | 69' | Danny Blind     | 4-0 |

| Amonestado | 26' | Frank de Boer |

| Amonestado | 30' | Gustavo López     |
| Expulsado  | 64' | Andoni Cedrún     |
| Expulsado  | 68' | Óscar Luis Celada |

| Árbitro | Leslie Mottram |

|                             |
| Bandera de los Países Bajos |
| Campeón A. F. C. Ajax       |
| 2° Título                   |